# Andrés Loforte
Andrés Alejandro Loforte (* 25. července 1979 Córdoba) je bývalý argentinský zápasník – judista.

## Sportovní kariéra
Vrcholově se připravoval v Buenos Aires ve sportovním tréninkovém centru CeNARD pod vedením Tigrana Karganjana a Gustava Pascualiniho. V argentinské mužské reprezentaci se pohyboval od roku 1998 v polotěžké váze do 100 kg. V roce 2000 prohrál účast na olympijské hry v Sydney s Alejandro Benderem.
V roce 2004 obsadil panamerickou kontinentální kvótu pro start na olympijských hrách v Athénách, kde v taktickém zápase s Egypťanem Basilem Garabavím prohrál minimálním bodovým rozdílem na koku. V roce 2008 se do argentinského olympijskému týmu nevešel. Sportovní kariéru ukončil v roce 2011.

## Výsledky
| Turnaj                  | 1999           | 2000           | 2001           | 2002           | 2003           | 2004           | 2005           | 2006           | 2007           |
| Turnaj                  | 20             | 21             | 22             | 23             | 24             | 25             | 26             | 27             | 28             |
| Turnaj                  | polotěžká váha | polotěžká váha | polotěžká váha | polotěžká váha | polotěžká váha | polotěžká váha | polotěžká váha | polotěžká váha | polotěžká váha |
| ----------------------- | -------------- | -------------- | -------------- | -------------- | -------------- | -------------- | -------------- | -------------- | -------------- |
| Olympijské hry          |                | —              |                |                |                | úč.            |                |                |                |
| Mistrovství světa       | úč.            |                | —              |                | —              |                | —              |                | —              |
| Panamerické hry         | —              |                |                |                | úč.            |                |                |                | —              |
| Panamerické mistrovství | 5.             | 3.             | 3.             | 7.             | 5.             | 3.             | 5.             | —              | úč.            |
| Jihoamerické hry        |                |                |                | 2.             |                |                |                | —              |                |